# Сражение на Чёрной речке
Сражение у Чёрной речки (Чернореченское сражение), англ. Battle of the Chernaya, фр. Вataille de la rivière Tchernaïa или Bataille du pont Traktir  — сражение Крымской войны, состоявшееся 4 (16) августа 1855 год у реки Чёрная в Крыму. В сражении объединённые франко-сардинские войска нанесли поражение русской армии. Русские войска потеряли более 8 тысяч человек, из них более двух тысяч убитыми; другая сторона потеряла до двух тысяч человек, из них около трёх сотен убитыми. В ходе атаки русских войск через «Трактирный мост» на Чёрной речке им удалось потеснить неприятеля, занять Телеграфную высоту, войска генерала Н. А. Реада, погибшего в сражении, частично заняли Федюхины высоты, но господствующие высоты остались в руках коалиции, и русским войскам пришлось отступить.

## История

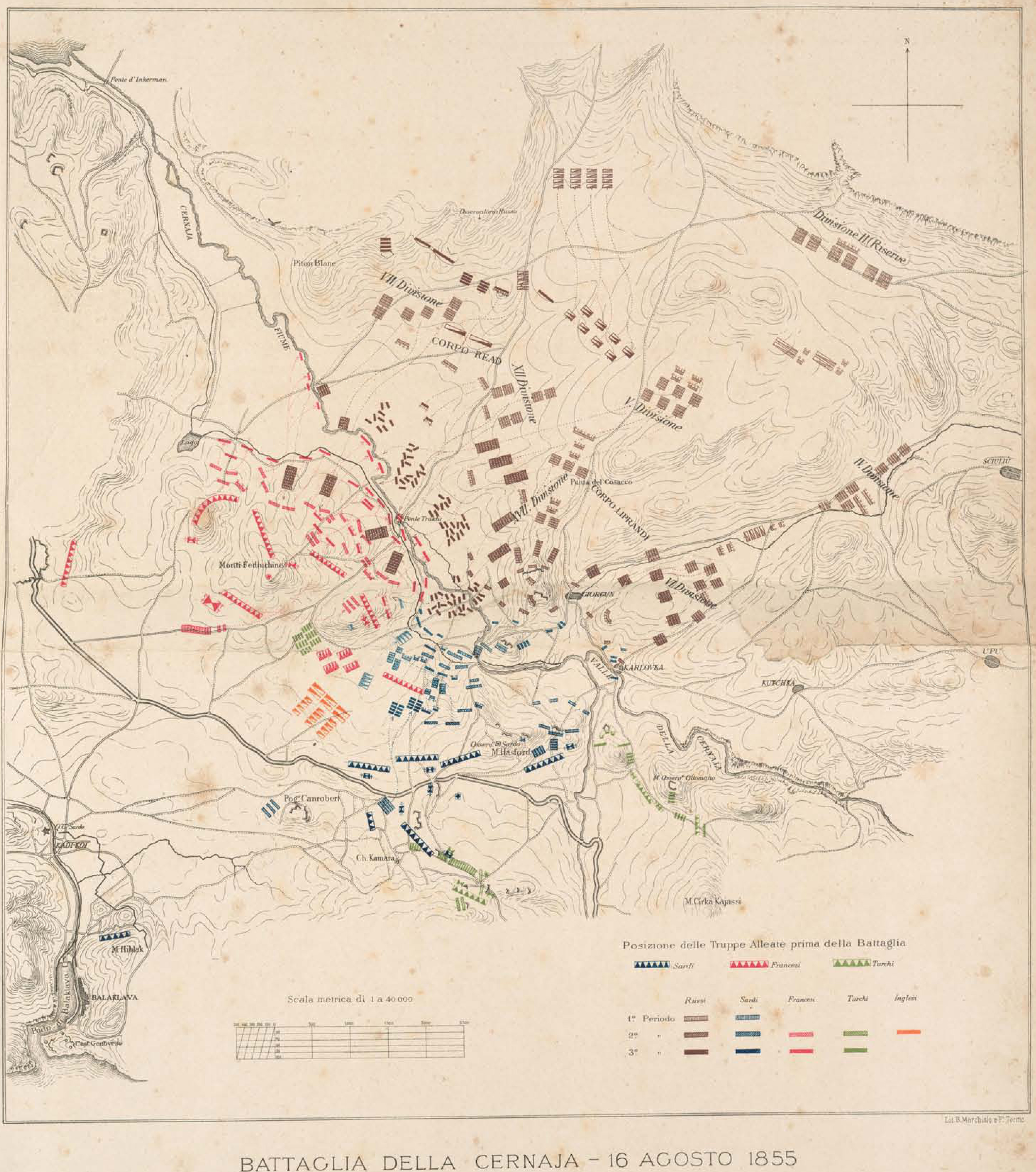
Диспозиция сторон из сардинского отчёта о боевых действиях 1884 года. Серые значки — русские, красные — французы, синие — сардинцы. Внизу слева — Балаклава.

Решение предпринять наступление на Чёрной речке было принято главнокомандующим М. Д. Горчаковым под давлением из Санкт-Петербурга, с предполагаемой целью — решительным ударом заставить союзников снять осаду Севастополя. Горчаков крайне скептически оценивал возможность успеха при наступлении на удобные по рельефу для защиты и дополнительно укреплённые высоты, и впоследствии многие упрекали его в том, что он не имел мужества воспротивиться желанию царя дать абсолютно бесполезное сражение, погубившее несколько тысяч человек. Так, генерал-фельдмаршал И. Ф. Паскевич писал Горчакову: «дохожу, после реляции сражения 4-го августа, до грустного убеждения, что оно принято без цели, без расчета и без надобности и, что всего хуже, окончательно лишило вас возможности предпринять что-либо впоследствии». Критиковалось также и управление войсками, в частности, растянутый во времени ввод сил, неопределённость и несогласованность приказов. 
Убитый в сражении начальник штаба 3-го пехотного корпуса П. В. Веймарн перед его началом высказал по свидетельству своего ординарца Д. А. Столыпина такое отношение к диспозиции: Сражение затевается «чтобы отвлечь на время противника от Севастополя» пока не готов мост через Севастопольскую бухту, и что «даже в случае, если мы овладеем высотами, то к ночи всё-таки вынуждены будем отступить».
Упрёки в недостатках управления предъявлялись прежде всего Горчакову как главнокомандующему. Так, автор «Записок об осаде Севастополя» Н. В. Берг писал, что на реке Чёрной 4 августа 1855 «была истинная безалаберщина, в которой более всего был виноват главнокомандующий». Обвинения в некомпетентном командовании своими отрядами высказывались многими в адрес Н. А. Реада и П. П. Липранди.
Мемуаристы и военные историки высоко оценивали стойкость и героизм русских войск в этом сражении. Герой Севастопольской обороны Д. А. Столыпин писал: «Дрались войска хорошо и выносили геройски все муки и тяжести войны; выносили они, может быть, более, чем то казалось возможным ожидать от человеческой силы». Одним из заметных руководителей военной операции со стороны русской армии был А. А. Якимах. Отличился также командир дивизии А. К. Ушаков.
Сардинцы потеряли погибшим бригадного генерала графа Родольфо де Монтевеккио. 
Победа на Чёрной речке укрепила положение командующего французскими силами Ж.-Ж. Пелисье, находившегося накануне отставки. В результате, несмотря на пожелания Наполеона III, Пелисье смог предпринять ещё одну попытку захвата Севастополя, подготовка к которой, в виде возобновления бомбардировки города, началась на следующий же день.

## В культуре

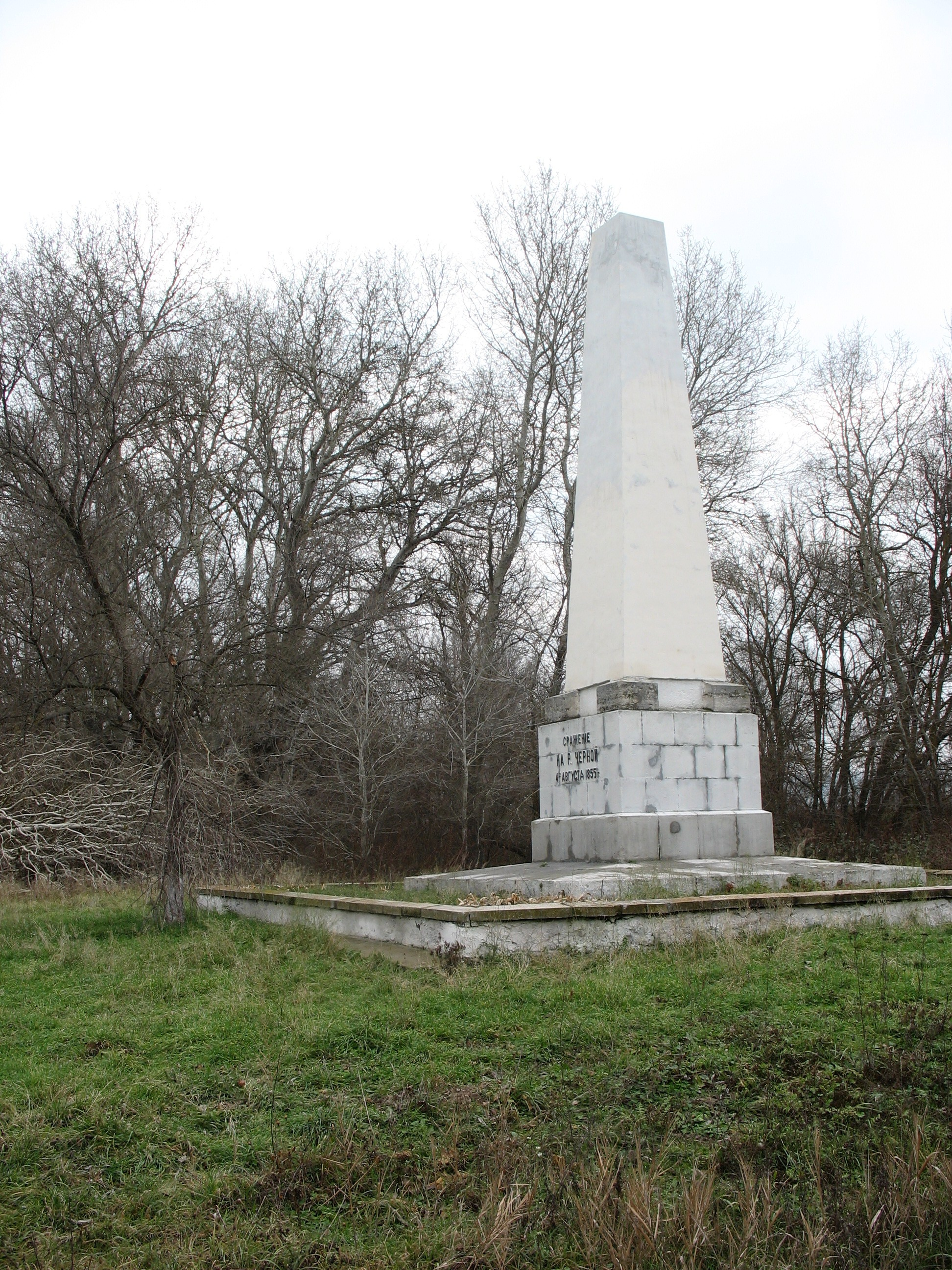
Обелиск на месте сражения. Надпись "Убиты: генералы Реад, барон Вревский, Веймарн, 66 офицеров, 2237 нижних чина"

Лев Толстой, участвовавший в битве, под впечатлением пережитого написал сатирическое стихотворение «Песня про сражение на реке Чёрной 4 августа 1855 года» (текст). Стихотворение приобрело большую популярность как солдатская песня, и стало основой пословицы «Гладко было на бумаге, да забыли про овраги». Уже при жизни Толстого как песня, так и пословица считались примером народного творчества. Во второй половине XIX — начале XX веков широкое хождение в публицистике имела и другая цитата из стихотворения: «Туда умного не надо — вы пошлите-ка Реада».
На основе этой песни была сложена песня о разгоне демонстрации у Казанского собора 4 марта 1901 года «Как четвёртого числа» (муз. А. Васильев и Б. Хмельницкий), которую исполнял В. С. Высоцкий.
Сражение на Чёрной речке - центральное событие романа Бориса Акунина (написанного под псевдонимом Анатолий Брусникин) "Чёрная", входящего в дилогию "Беллона".